# Venczell Béla
Venczell Béla (Nyitra, 1882. február 17. – Budapest, 1945. november 17.) operaénekes (basszus), színész.

## Életútja
Venczell János bútorkereskedő és Chlupics Mária fia. Nyitrán, majd Esztergomban tanult a tanítóképzőben. Miután szép hangja volt, 1900. január 16-án felvették az Operaház kórusába, ahol 1905 augusztusában Ney Dávid örökét vette át, amikor a Don Juan Comthur szerepét énekelte. 1906 nyarán ösztöndíjjal Bayreuthban tanult. 1911. augusztus 1-én házasságot kötött Klebinder Alice-szal. 1923. április 21-én az Operaház örökös tagja lett. 1925. február 4-én megülte művészi működése 25 éves fordulóját a Sevillai borbély Basilioja szerepében. Alakja, arca, hangja egyformán predesztinálták arra, hogy operaénekes legyen. Elénekelte az operairodalom összes nagy basszus-szerepét, amelyek közül némelyikben – mint Hagen, Hunding, Brogni, Falstaff, Osmin, Gáspár, Basillio – rendkívüli sikert aratott. 1930-ig működött az Operaháznál mint magánénekes, majd Németországban és Olaszországban lépett fel. Elismert oratórium- és dalénekes volt.

## Fontosabb színházi szerepei
- Sarastro (Mozart: A varázsfuvola)
- Rocco (Beethoven: Fidelio)
- Marke (Wagner: Trisztán és Izolda)

## Filmszerepei
- A vén gazember (1932, magyar-német) – Draskóczy tábornok
- Pogányok (1936) – prépost
- Lángok (1940) – üzletember a bankban
- Bob herceg (1941) – bellamiai ellenség
- Kísértés (1941)
- Fráter Lóránd (1942) – színész
- Isten rabjai (1942) – püspök
- Makrancos hölgy (1943) – Jámbor ál-nagybátyja
- Megálmodtalak (1943) – zongorakísérő a hangversenyen
- Kerek Ferkó (1943) – János, komornyik Kerekházynál
- A látszat csal (1943)
- Fiú vagy lány? (1944) – Flinta tanácsos úr, törzsvendég